# (5422) Hodgkin
(5422) Hodgkin (1982 YL1) – planetoida z pasa głównego asteroid okrążająca Słońce w ciągu 5,13 lat w średniej odległości 2,97 j.a. Odkryta 23 grudnia 1982 roku.